# Hell Let Loose
Hell Let Loose é um jogo eletrônico multiplayer tático de tiro em primeira pessoa desenvolvido pelo estúdio australiano Black Matter e publicado pela Team17. Os jogadores lutam em batalhas icônicas das Frentes Ocidental e Oriental da 2ª Guerra Mundial no nível de pelotão.
O jogo foi anunciado por meio de uma campanha no Kickstarter em 2017, onde arrecadou US$ 220.000. Foi inicialmente lançado para Microsoft Windows em acesso antecipado no dia 6 de junho de 2019, com lançamento completo em julho de 2021. Posteriormente foi lançado para PlayStation 5 e Xbox Series X/S em 5 de outubro de 2021.

## Jogabilidade
As partidas são batalhas de 50 jogadores contra outra equipe de também 50 jogadores, essas equipes que são de alemães e americanos, e, mais recentemente, desde o lançamento completo do jogo, os soviéticos. Cada equipe consiste em vários esquadrões, esses que podem ser os de rifles menores de seis soldados, os esquadrões blindados de três soldados ou esquadrões de reconhecimento de dois soldados.Desde outubro de  2019, existem dois modos de jogo: Warfare (Guerra) e Ofensive (Ofensiva). Em ambos os modos, o mapa é dividido em setores que cada equipe busca capturar e controlar. No modo Warfare, o jogo é vencido controlando todos os setores em um determinado momento, ou controlando a maioria deles até o tempo acabar, funcionando essencialmente como capture a bandeira. No modo Ofensive, uma equipe defensora está no controle de todos os setores no início da partida, e o objetivo do lado adversário é então capturar todos eles antes que o tempo se esgote.
A comunicação é considerada pelos desenvolvedores com um aspecto essencial da jogo. Cada unidade pode ser liderada por um único oficial, que pode se comunicar com outros oficiais e o comandante por meio de um canal de voz de "liderança". Da mesma forma, existem canais de voz somente para unidades e de proximidade. Como alternativa à comunicação por voz, os jogadores também têm acesso ao chat de texto para todo o time e para a unidade.
Hell Let Loose também apresenta um meta-jogo estratégico baseado em jogos RTS (Real-Time Strategy) Cada uma das duas equipes também terá um comandante, e o comandante é responsável não apenas pela equipe e esquadrões, mas também por desdobramentos de tanques, ataques aéreos e ordens, porém essas ordens custam recursos. Os nós de recursos podem ser construídos usando suprimentos por engenheiros para reforçar a produção de recursos e serem capazes de implantar mais tanques, ataques aéreos e ordens para ajudar a equipe que está lutando no campo de batalha, no entanto, eles podem ser derrubados se encontrados pelo time inimigo.

## Desenvolvimento
Hell Let Loose é desenvolvido na Unreal Engine 4. Após cerca de dois anos de desenvolvimento inicial e testes após o lançamento de sua campanha Kickstarter, o jogo foi lançado no Steam como um título em acesso antecipado em 6 de junho de 2019 — o 75º aniversário do desembarque na Normandia.

### Ambientação
Os mapas jogáveis no jogo são projetados com base em teatros de guerra históricos da Segunda Guerra Mundial, combinando imagens de satélite, arquivos de fotografia aérea e recriações dos locais. De acordo com os desenvolvedores, o mapa da cidade normanda de Sainte-Marie-du-Mont é um "um campo de batalha" em escala 1:1" recriado pelos métodos mencionados.